# Apatelodes paulista
Apatelodes paulista is een vlinder uit de familie van de Apatelodidae. De wetenschappelijke naam van de soort werd in 1908 gepubliceerd door Edward Dukinfield Jones.